# Ева
Ева или Јева (хебр. חַוָּה — „животворна, која даје живот”) је у аврамским религијама прамајка свих људи, прва жена, Адамова жена, настала од његовог ребра, мајка Каинова, Авељова и Ситова. Према причи о пореклу аврамским религија, она је била прва жена, али неке дебате унутар јудаизма такође су дале тај положај Лилит. Ева је позната и као Адамова жена.
Библијска прича о Адаму и Еви, о паду човјека и њиховом изгнанству из раја дала је велику литературу апокрифног карактера. По Зохару, Ева је била друга Адамова жена, а прва је била Лилит. У кабали се приказује усклађеност Еве са сефирском Бином.
Зато што си послушала змију, зато ће од сада воља твоја бити под влашћу твога мужа.
Према другом поглављу Постања, Еву је створио Бог (Јахве) тако што ју је узео са ребра Адамовог, да буде Адамова пратиља. Адам је задужен да чува и одржава башту пре њеног стварања; она није присутна када Бог заповеда Адаму да не једе забрањени плод – иако је јасно да је била свесна заповести. Она одлучује да поједе забрањено воће са дрвета познања добра и зла након што чује змијин аргумент да је то неће убити, већ јој донети корист. Она дели плод са Адамом, и пре него што су могли да једу са Дрвета живота, протерани су из Рајског врта. Хришћанске цркве се разликују по томе како виде Адамову и Евину непослушност Богу (која се често назива падом човека), као и последице које су та дела имала на остатак човечанства. Хришћанска и јеврејска учења понекад држе Адама (првог човека) и Еву на различитим нивоима одговорности за „пад“.
Уз Адама, католичка црква по древној традицији признаје Еву за светицу, а традиционални литургијски празник Светих Адама и Еве слави се 24. децембра од средњег века у многим европским народима, укључујући Естонију, Немачку, Мађарску, Литванију и скандинавске нације.

## Назив
Назив Ева је у вези са називима жена и живот, Живана, Живка, кева. У Првој књизи Мојсијевој, 3. поглавље, 20. стих, стоји: И Адам надјену жени својој име Ева, зато што је она мати свима живима. Живо, је на латинском vivo. У преводу на енглески стоји: And Adam called the name of his wife Life, because she was the mother of all living. Life је живот, и у том преводу не стоји Ева него живот. Блиски су и енглески називи за жену и живот, wife-life, јер је жена та која даје живот.  Исто, и у грчком преводу, није наведена Ева, него живот: Ζωή (зои - живот). На енглеском Eve се чита као Ив. Ђуро Даничић је то превео са Јева. На јеврејском и кева (נְקֵבָה) се у Библији користи да означи жену (Књига Постања 1,27: 5,2), а у српском је то жаргонски назив за мајку.

## У Генези

### Стварање
У Постанку 2:18–22, жена је створена да буде езер ки-негдо, израз који је посебно тешко превести, за мушкарца. Ки-негдо значи „поред, супротно, пандан њему“, а езер значи активна интервенција у име друге особе. Жена се назива ишах, жена, уз објашњење да је то зато што је преузета од иша, што значи „мушкарац”; те две речи у заправо нису повезане. Касније, након што се прича о врту заврши, добиће име, Ḥawwāh (Ева). То значи „живети“ на хебрејском, од корена који може да значи и „змија“. Дугогодишња егзегетска традиција сматра да употреба ребра са мушке стране наглашава да и мушкарац и жена имају једнако достојанство, јер је жена створена од истог материјала као и мушкарац, обликована и оживљена истим процесима. У ствари, реч која се традиционално преводи као „ребро“, на енглеском такође може значити бочну страну, комору или греду. Ребро је игра речи на сумерском, јер реч „ти“ значи „ребро“ и „живот“.
Бог је створио Еву од ’aḥat miṣṣal‘otaiv (אַחַת מִצַּלְעֹתָיו), што се традиционално преводи као „једно од његових ребара“. Термин може значити кривину, храмање, невољу и страну. Традиционално читање је недавно доведено у питање од стране феминистичких теолога који сугеришу да га уместо тога треба приказати као „страна“, подржавајући идеју да је жена једнака мушкарцу, а не њему подређена. Такво читање дели елементе заједничке са Аристофановом причом о пореклу љубави и раздвајању полова у Платоновом Симпозијуму. Недавна сугестија, заснована на запажањима да мушкарци и жене имају исти број ребара, спекулише да је кост била бакулум, мала структура пронађена у пенису многих сисара, али не и код људи.

### Изгон из Раја
Ева се налази у наративу о избацивању из Раја у Постанку 3 који је у традицији мудрости окарактерисан као парабола или „прича о мудрости“. Овај наративни део се приписује Јахвисту (Ј) документарном хипотезом због употребе YHWH.
У наративу о изгону из Раја размењује се дијалог између змије са ногама и жене (3:1–5). Змија је идентификована у 2:19 као животиња коју је Јахве направио међу зверима у пољу. Жена је вољна да разговара са змијом и одговори на цинизам створења понављањем Јахвеове забране из 2:17. Змија директно оспорава Јахвеову заповест. Адам и жена греше (3:6–8). Јахве испитује Адама, који криви жену (3:9–13). Јахве тада изазива жену да објасни, и она криви змију, која је проклета да пузи по стомаку, изгубивши тако своје удове.
Божанска изрицања три пресуде се тада стављају на све кривце (3:14–19). Пророчанство пресуде и природа злочина прво се поставља на змију, затим на жену и на крају на Адама. Након што је Јахве проклео змију, жена добија казну која утиче на две главне улоге: рађање деце и њен подређени однос према мужу. Затим следи Адамова казна. Реакција Адама, именовање Еве, и Јахве који прави кожну одећу описани су у сажетом наративу (3:20–21). Извештај о врту се завршава разговором Елохима, одређујући протеривање пара и извршење те одлуке (3:22–24).

### Мајка човечанства
Ева (и жене после ње) осуђена је на живот туге и муке у порођају, и да буде под влашћу свог мужа. Адам и Ева су имали два сина, Каина и Авеља (Кајин и Хекел), први је обрађивао земљу, а други чувао овце. Након Абелове смрти, Ева је родила трећег сина, Сета (Шета), од кога потиче Ноје (а тиме и читаво савремено човечанство). Према Постанку, Сет се родио када је Адам имао 130 година „син сличан њему и попут његовог лика“. Постанак 5:4 каже да је Ева имала синове и кћери осим Кајина, Авеља и Сета.